# 1787 в Україні

## Події
- засноване Катеринославське козацьке військо
- 12 жовтня Кінбурнська баталія (1787)

## Особи

### Народились
- Ізраїль Аксенфельд (1787‒1866) — єврейський письменник, один з перших побутописців російського єврейства.
- Антоновський Степан Іванович (1787—1855) — ректор Харківської семінарії, настоятель Харківського Успенського кафедрального собору.
- Базилевич Дмитро Ілліч (1787—1873) — український видавець та архітектор, архімандрит, член Духовного собору Києво-Печерської Лаври, начальник Лаврської друкарні.
- Кармалюк Устим Якимович (1787—1835) — шляхетний розбійник, український національний герой, керівник повстанського руху на Поділлі у 1813—1835 роках проти національного і соціального гніту українських кріпаків панами.
- Корсаков Семен Миколайович (1787—1853) — російський дворянин, винахідник механічних пристроїв, так званих «інтелектуальних машин», для інформаційного пошуку і класифікації, піонер застосування перфорованих карт в інформатиці.
- Лизогуб Ілля Іванович (1787—1867) — український меценат, композитор-віолончеліст та піаніст, який заснував у Седневі впливове мистецьке коло.
- Симиренко Федір Степанович (1787—1867) — один з перших в Україні підприємців-цукрозаводчиків.
- Скаржинський Віктор Петрович (1787—1861) — герой Франко-російської війни 1812 року, діяч сільського господарства, один з піонерів і пропаґандистів степового і полезахисного лісорозведення.
- Фіркович Авраам Самуїлович (1787—1874) — караїмський письменник і археолог, збирач древніх рукописів, священнослужитель-газзан.

### Померли
- Бантиш-Каменський Іван Миколайович (1739—1787) — український меценат, один із лідерів української еміграції у Москві кінця 18 століття.
- Мотоніс Микола Миколайович (? — 1787) — український письменник, перекладач, вчений-філолог, викладач, один з провідників просвітництва в Україні.

## Засновані, створені
- 9 березня Провізоричний науковий інститут в руській мові (Львів)
- Ніжинський пивзавод
- Понінківська картонно-паперова фабрика
- Таврійський монетний двір
- Провіантський магазин (Харків)
- Палац Рум'янцева-Задунайського (Вишеньки)
- Успенська церква (Вишеньки)
- Міський сад (Кременчук)
- Бабин-Зарічний
- Бердівщина
- Березнегувате (центр громади)
- Берестовенька (село)
- Благовіщенка (Василівський район)
- Гречанівка (Золотоніський район)
- Гузііївка
- Данилівка (Миколаївський район)
- Дніпровка (Водянська сільська громада)
- Драбинівка
- Іванівське (Берестинський район)
- Ковпакове
- Лебедівка (Білгород-Дністровський район)
- Любимівка (Малинівська сільська громада)
- Михайлівка (Алчевський район)
- Мончинці (Хмільницький район)
- Нова Каракуба
- Новокраснянка
- Новопавлівка (Врадіївська селищна громада)
- Пірчине
- Пристроми
- Райгородка (Сватівський район)
- Тузли (Білгород-Дністровський район)
- Федорівка (Баштанський район)
- Широке (Широківська селищна громада)
- Яремче